# Ахметеліс-театрі (станція метро)
41°47′30″ пн. ш. 44°48′57″ сх. д. / 41.79167° пн. ш. 44.81583° сх. д.
«Ахметеліс театрі» (груз. ახმეტელის თეატრი, (Театр Ахметелі)) — кінцева станція Ахметелі-Варкетільської лінії Тбіліського метрополітену. Наступна станція на лінії — «Сараджішвілі». Відкрита 7 січня 1989 . Названа по Тбіліському драматичному театру Сандро Ахметелі (Сандро Ахметелі).
Колишня назва — «Глдані» (груз. გლდანი). На частині покажчиків в метро нинішню назву вказано скорочено — «Ахметелі» (ახმეტელი).
Оздоблення — широкі колони, що розширюються догори оздоблені світлим мармуром, підлога викладена сірим гранітом. У торцях станції над ескалаторних ходами — панно. Станцію було реконструйовано в 2007 р.
Діє лише північний вихід, південний був споруджений в конструкціях і покинутий.
Колійний розвиток — за станцією, — тупики по обох коліях і пошерсний з’їзд для обороту потягів.
Конструкція станції — колонна глибокого закладення. Похилий хід тристрічковий.

## Ресурси Інтернету
- Станція в путівнику на офіційному сайті Тбілісі[недоступне посилання з лютого 2019]
- Схема колійного розвитку Тбіліського метрополітену [Архівовано 4 жовтня 2011 у Wayback Machine.]